# 青森市スポーツ広場
青森市スポーツ広場（あおもりしスポーツひろば）は、青森県青森市にある運動公園。
2019年4月、青森市に本社を置く株式会社大進建設が命名権を獲得し、「大進建設スポーツ広場」が当施設を指す呼称となった。

## 概要
「青森市民の誰もがスポーツ・レクリエーションに慣れ親しむことができる」ことをテーマとして整備された公園。

## 主な施設
- 野球場（3面、全面クレイ舗装）
- サッカー場（1面、芝生舗装）
- ラグビー場（1面、芝生舗装）
- 多目的グラウンド（1面、人工芝）
- テニスコート（12面、砂入り人工芝）

## 交通アクセス
- 青森中央インターチェンジから車で3分

## 周辺
- 青森市スポーツ公園 わくわく広場[4]
- 埋没林広場